# Bernardas de Esquermes
La Orden Cisterciense de Bernardas de Esquermes (oficialmente en latín: Ordo monialium cisterciensium bernardinarum de Esquermes y cooficialmente en francés: Congregation des Cisterciennes bernardines d'Esquermes) es una de las ramas de la Orden del Císter, fundada por tres religiosas cistercienses que sobrevivieron a la Revolución francesa, en la comuna de Esquermes, en Lille. A las religiosas de esta congregación se las conoce como bernardas de Esquermes y posponen a sus nombres las siglas O.Cist.

## Historia
La abadía de Nuestra Señora de Brayelle, en Annay (fundada en 1196), la de Nuestra Señora de Woestine, en Saint-Omer (1217) y la de Nuestra Señora Des Près, en Douai (1221), fueron tres monasterios cistercienses femeninos, en Flandes, los cuales, al igual que todos los monasterios en Francia, fueron suprimidos durante la Revolución Francesa, en 1789, y sus miembros dispersos. Tres monjas cistercienses, una de cada abadía de Flandes, se encontraron al finalizar la Revolución, con el objetivo de restaurar la vida monástica cisterciense. Luego de años de exilio, se desplazaban de un lugar a otro y se instalaron, finalmente, en la localidad de Esquermes.
El monasterio fue reconocido por el gobierno francés el 22 de abril de 1827 y erigido en congregación de derecho diocesano de mayo de ese mismo año, por monseñor Luigi Belmas, obispo de Cambrai. Los estatutos se basaron en la Regla de San Benito y en las Constituciones del Císter. El 26 de enero de 1903, recibieron la aprobación pontificia, mediante Decretum laudis del papa León XIII. La aprobación definitiva, por parte de la Santa Sede, fue dada el 5 de abril de 1955, con la cual la congregación fue reconocida como verdadera orden religiosa, con derecho a emitir la profesión solemne y como miembro de la familia cisterciense.

## Organización
La Congregación Cisterciense de las Bernadirnas de Esquermes son un instituto religioso de derecho pontificio, de monasterios autónomos. Cada uno de estos es gobernado por una madre abadesa.
Las bernardas de Esquermes, como son comúnmente conocidas, se dedican a la vida contemplativa, viven según la Regla de San Benito, actualizada en sus propias constituciones, que a su vez beben de la legislación que Bernardo de Claraval dejó a la Orden del Císter. Gracias a ello, forman parte de la familia cisterciense.
En 2015, la orden contaba con 101 monjas y 7 monasterios, presentes en Bélgica, Congo, Francia, Japón y Reino Unido.